# Взаимно разбираеми езици
Взаимно разбираемите езици в лингвистиката са тези, при които говорещите ги могат да се разбират един друг в писмена или в устна форма, без да са учили преди това другия език. Няма консенсус за това кои точно езици отговарят на този критерий поради елемента на субективност и трудностите при точното определяне на различията между отделните диалекти и езици. Това наистина е въпрос, който не е много добре дефиниран, тъй като той зависи и от няколко други фактора, като образованието и културното ниво на говорещия, неговите езикови способности и др.

## Концепция
Взаимната разбираемост е свойство на езиковите разновидности или диалекти, чрез които двама говорещи от различни разновидности могат да се разберат помежду си, без да са изучавали чуждия език. Това наистина е свойство, което не е много добре дефинирано, тъй като разбираемостта е въпрос на степенуване и субективност, а също така зависи от няколко други фактора, като образователното и културното ниво на говорещия, езиковите способности на индивида и т.н.

### Трудности с концепцията
Традиционно се казва, че два диалекта са взаимно разбираеми във висока степен, когато са от един и същи език. Има обаче някои трудности: 
1. Нетранзитивност Дадени са три разновидности A, B и C. Може да се случи, че А и В са взаимно разбираеми до голяма степен и че В и С също са взаимно разбираеми до голяма степен, и въпреки това, А и С да са практически неразбираеми. Например между испанския (кастилския) и каталонския език има висока степен на взаимна разбираемост, а също така между каталонския и окситанския, но кастилците и окситанците се разбират трудно.
2. Асиметрия В някои случаи е установено, че в разновидностите А и В разбирането на В от говорещите на А, е много различно от разбирането на А от говорещите на B. Например говорещ на европейски стандартен португалски разбира отлично испански. Въпреки това, за испански говорещите, португалският е по-малко разбираем поради фонетични и фонологични различия (например „palavra“ (plávr) на португалски и „palabra“ (palábra) на испански, както и „rádio“ (jádyu) на португалски и „радио“ (rádio) на испански).

Първата от тези трудности поставя под въпрос традиционното описание на езика като съвкупност от разбираеми помежду си диалекти. Например в ескимо-алеутските езици всеки диалект е разбираем с най-близките, но не и с най-отдалечените диалекти, въпреки че междинните диалекти могат да бъдат взаимно разбираеми с диалекти от краищата на географската поредица от диалекти или диалектния континуум.
Посочените трудности във формулировката на критерия за взаимна разбираемост се виждат и при европейските езици. Например шведски и норвежки език са взаимно разбираеми, но поради социално-политически фактори се считат за различни езици.  В същото време, някои от считаните за селски диалекти на немски език не са разбираеми за хора, говорещи други разновидности на немския, но са разбираеми за говорещите варианти на холандски език.
От друга страна, има строго свързани помежду си езици, в които няма дори минимална взаимна разбираемост. Например унгарският и финският принадлежат към едно и също семейство – уралски езици – и към една и съща лингвистична група, но общи и в двата езика са само дузина основни думи, да не говорим за морфологичните различия между тях, въпреки че и двата езика са аглутинативни с хармония на гласните.

## Списъци на взаимно разбираеми езици

### Разбираеми в писмен вид и произношение

#### Индоевропейски
- Германски
  - Африкаанс и холандски – са далечни разновидности на един и същ език. Частично разбираеми [3]
  - Немски и люксембургски.
  - Немски и идиш – словесни, но частично разбираеми (първата използва латинската азбука, втората използва еврейската азбука).
  - Датски, норвежки и шведски – тези три езика се считат за практически разбираеми. Писмени датски и норвежки букмол формират специално затворен норвежки език, но фонологията на двете са много различни. В същото време исландският език, макар и също да принадлежи към северногерманския език (и произтича пряко от западен старонордиск), има много забележими различия с другите северни езици поради ниската му езикова еволюция.
  - Холандски, лимбургски и нискогермански – Те са частично разбираеми в словесни и писмени условия. [4]
  - Холандски и фризийски
  - Английски и шотландски

- Славянски
  - Беларуски, руски, украински и полски (последният с умерена до ниска разбираемост).
  - Български и Северомакедонски – югоизточна група.
  - Хърватски, босненски, сръбски и черногорски – всичките четири могат да бъдат класифицирани като един език, който би бил сърбохърватски, също като част от южната славянска група, умерено разбираем със словенски, въпреки че има значителни различия.
  - Полски, словашки, чешки и лужишките езици – етнически съставляват западната славянска група и са взаимно разбираеми, всички използват латиница, противоположно на източнославянските езици.

- Романски – формират групата езици с по-голяма взаимна разбираемост (особено в писмена форма) в индо-европейския клон.

- - Френски и оил езици като Валонски или Нормански. [5]
  - Каталонски и окситански – Те са много разбираеми в писмена форма, но произношението на двете е различно. Те са също далечни разновидности на един и същ език. [6]
  - Португалски и галисийски – и двата произлизат от един и същ език, галисийско-португалски, като разликите са по-изразени в правописа. Те се определят като отделни езици, въпреки че някои казват, че са диалекти или диасистема. Според данни на Ethnologue, има известна степен на разбираемост от 95% между галисийски и португалски. [7]
  - Испански и португалски, и двете са добре разбираеми в писмена форма. Устното разбиране обаче е по-сложно, защото португалците имат сложна фонетична система. Всъщност португалците разбират испански по-добре от испанците, които говорят за лузофонски. Въпреки това, често е възможно да се разберат взаимно говорещите двата езика.

- - Испански, португалски и италиански – Те са разбираеми помежду си писмено, италианците са малко по-далеч в този аспект, но по-близко до испанското произношение.
  - Испански, астурийски, арагонски, каталонски, галисийски и португалски. Те са разбираеми писмено и по произношение. Според данни на Ethnologue има степен на лексикална прилика от 89% между испански и португалски; [8] 85% между испански и каталонски; 85% между каталонски и португалски; [9]
  - Испански и юдео – испански – юдео-испански или ладино е езикът, получен от испански, който е бил използван от потомци на евреи, изгонени от короната на Кастилия през 1492 г. Всъщност, последното е архаична форма на кастилския, но написана на иврит.
  - Италиански, корсикански, сицилиански и неаполитански – те съставляват групата от езици на Южна Италия, които са много разбираеми, дори понякога тези последни разновидности се считат за диалекти на италиански. [10]
  - Сред езиците на Северна Италия (Ломбард, Емилиано-Романа, Романша, Ладино, Фриулиан, Венеция, Лигурия и Пиемонт) има известен диалектен континуум. [11]
  - Френски, франкопровензалски, окситански и пиемонтски – и двете споделят гласни звуци и подобни думи, както и че имат фонема [и] в буквата u.
  - Сардински, корсикански и италиански.
  - Молдовски и румънски – по политически причини те се считат за различни езици, но реалността е, че са еднакви. Молдовският и румънският използват латинска азбука, само в Приднестровието молдовският използва кирилица. През 2013 г. Конституционният съд на Молдова постановява, че официалният език на страната е румънски.

- Келтски
  - Ирландски и шотландски.

- Индо-ирански
  - Панджаби, хинди, урду, гуджарати, сераики – в случая с урду и хинди са един и същ език, написани с различни азбуки, и също използват различни технически думи.
  - Персийски, Дари, Таджикски и Бухори (Юдео-Бухари-Персия).

#### Австронезийски
- Самоански, тонгански и тувалуански
- Hiligainón, Cebuano и Capiznon
- Филипински и тагалогски, първият може да се счита за тагалски диалект.
- Малайски и индонезийски, езиково казано, са два варианта на един и същ език, отличаващи се с политически-културни въпроси.

#### Тай-Kadai
- Тайландски, Шански и Лаоски
- Лаоски и исан – те са много сходни.
- Жуанг и Bouyei

#### Тюркски
- Турски, азербайджански, гагауски и урумски
  - Кашкайски и халаджки
- Туркменски, кримскотатарски и саларски
- Узбекски, уйгурски и казахски
- Киргизски и алтайски

#### Угро-фински
- Финландски, естонски, карелски, въруски и Meänkieli – с изключение на граматическите различия, тяхната взаимна разбираемост е между 70% и 90%.

#### Банту
- Зулу и кхоса
- Bukusu и masaaba
- Киняруанда и Кирунди

#### Китайско-тибетски
- Дънган и мандарин – първият изглежда е вариант на китайски, написан на кирилица.

## Списък на свързани, но не взаимно разбираеми езици
Тук представяме някои езици, които не са взаимно разбираеми, въпреки че принадлежат към едни и същи семейства или езикови групи:
- Немски по отношение на другите западни германски езици (долнонемски, нидерландски и фризийски).
- Исландският по отношение на останалите скандинавски езици (норвежки, шведски и датски).
- Английският, въпреки забележителното си скандинавско влияние (забележимо главно в сегашната граматика на английски и в някои думи от датски и норвежки език) и долнонемския му произход, няма висока разбираемост на повечето германски езици поради заемките от романските езици (предимно френски) и келтски.

- Румънски по отношение на останалите романски езици. Последното се дължи на големия брой славянски и унгарски заемки, използвани в ежедневната реч, на които латинските думи съответстват на другите романски езици (напр. A trăi = 'live', a citi = 'read', mereu = 'винаги', a gândi = 'мисля', или латински думи архаични или със смисъл, много различен от други романски езици: a şti = знае, сливане = 'отиде' и т.н.)

- Модерният гръцки с древногръцкия.
- Латвийски и литовски (съставляват групата на балтийските езици).

Семитски езици
- Арабският Магреби и Ориентал, в говоримата си форма.
- Малтийският не е разбираем спрямо арабския.

- Няколко синнични езика или китайски диалекти, като мандарин и кантонски, в устната си форма.
- Китайски и японски идеограми за дял (канджи)
- Китайски и корейски в писмена форма, използвайки hanja.

- Повечето от тези езици, въпреки че са свързани, не се разбират помежду си (особено унгарският с останалата част от семейството), с изключение на някои, много думи.